# Łasica syberyjska
Łasica syberyjska, kałanek (Mustela sibirica) – gatunek małego drapieżnego ssaka z rodziny łasicowatych.

## Występowanie i biotop
Mjanma, Chiny, Japonia (Hokkaido, introdukowana na Honsiu), Korea Północna i Południowa, Rosja (od Obwodu kirowskiego aż do Syberii), Tajwan i Tajlandia. Jest typowym mieszkańcem tajgi. Najczęściej spotykana jest nad zadrzewionymi brzegami rzek, jezior i strumieni, na torfowiskach. Nierzadko odwiedza ludzkie osady.

## Charakterystyka ogólna
| Podstawowe dane         | Podstawowe dane                  |
| ----------------------- | -------------------------------- |
| Długość ciała           | 28–39 cm samce 25–30 cm samice   |
| Długość ogona           | 15–21 cm samce 13–16 cm samice   |
| Masa ciała              | 650-820 g samce 360-430 g samice |
| Dojrzałość płciowa      | Pod koniec drugiego roku życia   |
| Ciąża                   | 33-40 dni                        |
| Liczba młodych w miocie | 2-12 (najczęściej 5-6)           |
| Długość życia           | 5-6 lat                          |
| Liczba chromosomów      | 2n=38                            |

### Wygląd
Łasica syberyjska jest drobnym drapieżnikiem o wydłużonym ciele, krótkich łapach i długim puszystym ogonie. Wielkością przewyższa gronostaja. Ciało ma ubarwione jednolicie w tonacji rudawej, zimą - jasnej, latem - przechodzącej w kolor rudobrązowy. Dookoła nosa i na podbródku, czasem również na piersi, występuje biała plama. Sierść zimowa jest dłuższa i gęstsza od letniej.

### Tryb życia
Łasica ta jest zwierzęciem naziemnym, jednak w razie zagrożenia sprawnie wspina się na drzewa. Dobrze pływa. Aktywna jest głównie o zmierzchu i nocą, ale jeśli jest mało pożywienia, poluje także w dzień, pokonując wtedy do kilkunastu kilometrów. Gniazdo zakłada wśród kamieni, w dziuplach zwalonych drzew i opuszczonych norach innych zwierząt. Areał osobniczy wynosi około 4 km².
Ruja trwa od końca lutego do połowy maja (nieraz do sierpnia). Samice zdolne są do wydawania potomstwa dwa razy do roku. Kopulacja trwa około godziny, po 33-40 dniowej ciąży samica rodzi 2-12 (średnio 5-6) młodych. Noworodki są bezbronne, ślepe i ważą 5-8 g. Młode rozwijają się szybko - po 5 dniach ich masa się podwaja, po dwóch tygodniach pojawiają się mleczne zęby, a po miesiącu otwierają oczy. Dojrzałość płciową osiągają pod koniec pierwszego roku życia.
Łasica syberyjska ma dość urozmaicony jadłospis. Stanowią go gryzonie, ptaki, płazy, ryby i owady.

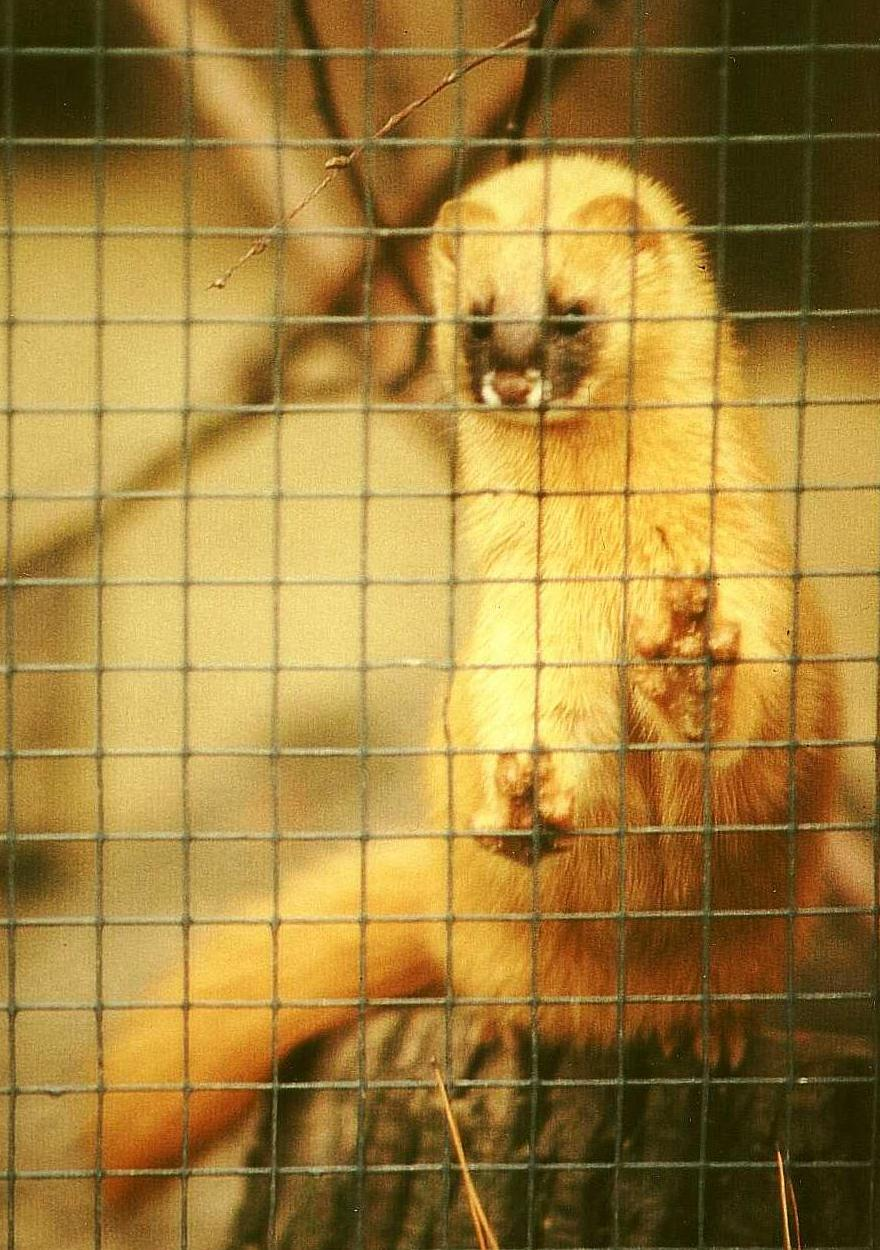
Łasica syberyjska w ubarwieniu zimowym

## Podgatunki
Wyróżnia się jedenaście podgatunków łasicy syberyjskiej:
- M. sibirica canigula
- M. sibirica charbinensis
- M. sibirica coreanus
- M. sibirica davidiana
- M. sibirica fontanierii
- M. sibirica hodgsoni
- M. sibirica manchurica
- M. sibirica moupinensis
- M. sibirica quelpartis
- M. sibirica sibirica
- M. sibirica subhemachalana

## Znaczenie
Do wrogów łasicy syberyjskiej zalicza się większe od niej ssaki drapieżne: lis rudy, kuna żółtogardła, soból tajgowy, wilk szary oraz duże sowy i orły. Są poławiane przez człowieka dla futer. W niektórych rejonach łasice wykorzystywane są do ochrony pól ryżowych przed szczurem ryżowiskowym (Rattus argentiventer).

## Zagrożenie i ochrona
W Czerwonej księdze gatunków zagrożonych Międzynarodowej Unii Ochrony Przyrody i Jej Zasobów został zaliczony do kategorii niskiego ryzyka LC.